# Cueva de La Covaciella

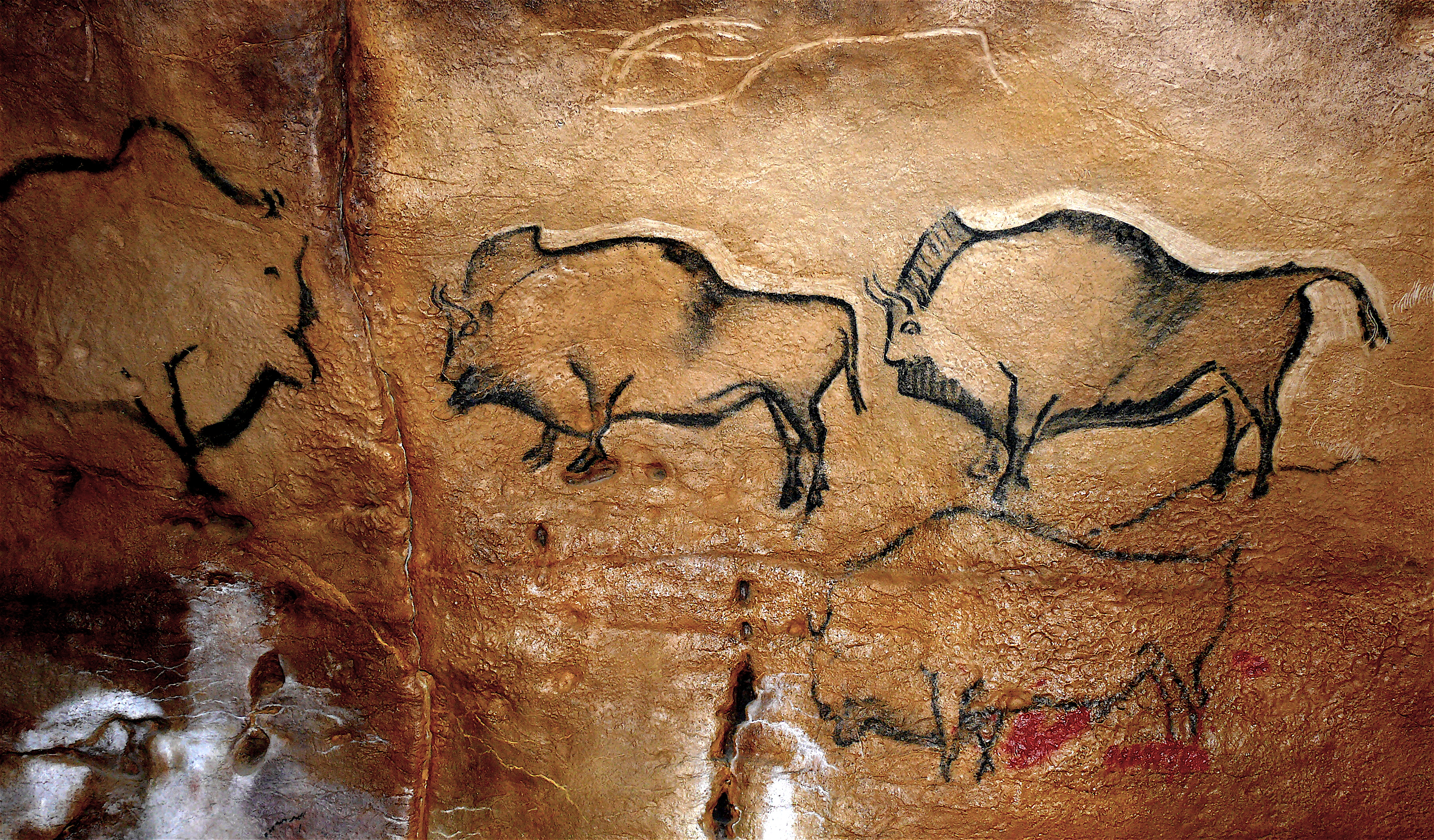
Cueva de La Covaciella

Die 1994 bei Straßenarbeiten entdeckte Höhle Cueva de La Covaciella liegt in Cabrales, im Süden von Asturien in Spanien. Sie ist seit 2008 eine der Höhlen mit altsteinzeitlichen Höhlenmalereien und steht auf der Liste des UNESCO-Welterbes.
Die Höhle hat eine 40 Meter lange Galerie, die in einer Kammer mit 14.000 Jahre alten paläolithischen Höhlenmalereien aus dem Magdalénien endet. Die Höhle ist für die Öffentlichkeit geschlossen. Es gibt eine Reproduktion in der „Casa Barcena de Carreña“, in Cabrales.
Da sie erst spät entdeckt wurde, ist die Qualität ihrer Bilder hoch, so handelt es sich um die am besten erhaltenen Bisondarstellungen der kantabrischen Küste.